# Roch Marc Christian Kaboré
Roch Marc Christian Kaboré (Uagadugu, 25 de abril de 1957) é um político burquinense e foi Presidente de Burquina Fasso, de 29 de dezembro de 2015 até ser deposto em janeiro de 2022. Ele também já foi Primeiro-ministro de Burquina Fasso entre 1994 a 1996 e presidente da Assembleia Nacional de Burquina Fasso de 2002 a 2012.
Kaboré nasceu em Uagadugu, capital do Burquina Fasso, então chamada Alta Volta. Ele freqüentou a escola de 1962 a 1968, quando recebeu seu CPS (Certificado de Escola Primária). Ao concluir este certificado de educação básica, ele frequentou o Collège Saint Jean-Baptiste de la Salle, uma escola seletiva em Uagadugu. Ele estudou lá de 1968 a 1975, passando seu BEPC ou Certificado Geral (nível 'O') em 1972 e seu bacharelado (nível 'A') em 1975. Ele estudou economia na Universidade de Dijon, com especialização em administração de empresas. Lá, ele concluiu seu bacharelado em 1979 e seu mestrado em 1980.
Kaboré conheceu sua futura esposa, Sika Bella Kaboré, enquanto ambos estudavam na França. O casal se casou em 1982 e tem três filhos.

De 1984 a 1989, ele foi diretor geral do Banco Internacional de Burquina Fasso e, de 1989, atuou no governo em diferentes pastas, entre elas como ministro dos Transportes e ministro de Estado para Finanças e Planejamento.